# 수성 일면통과

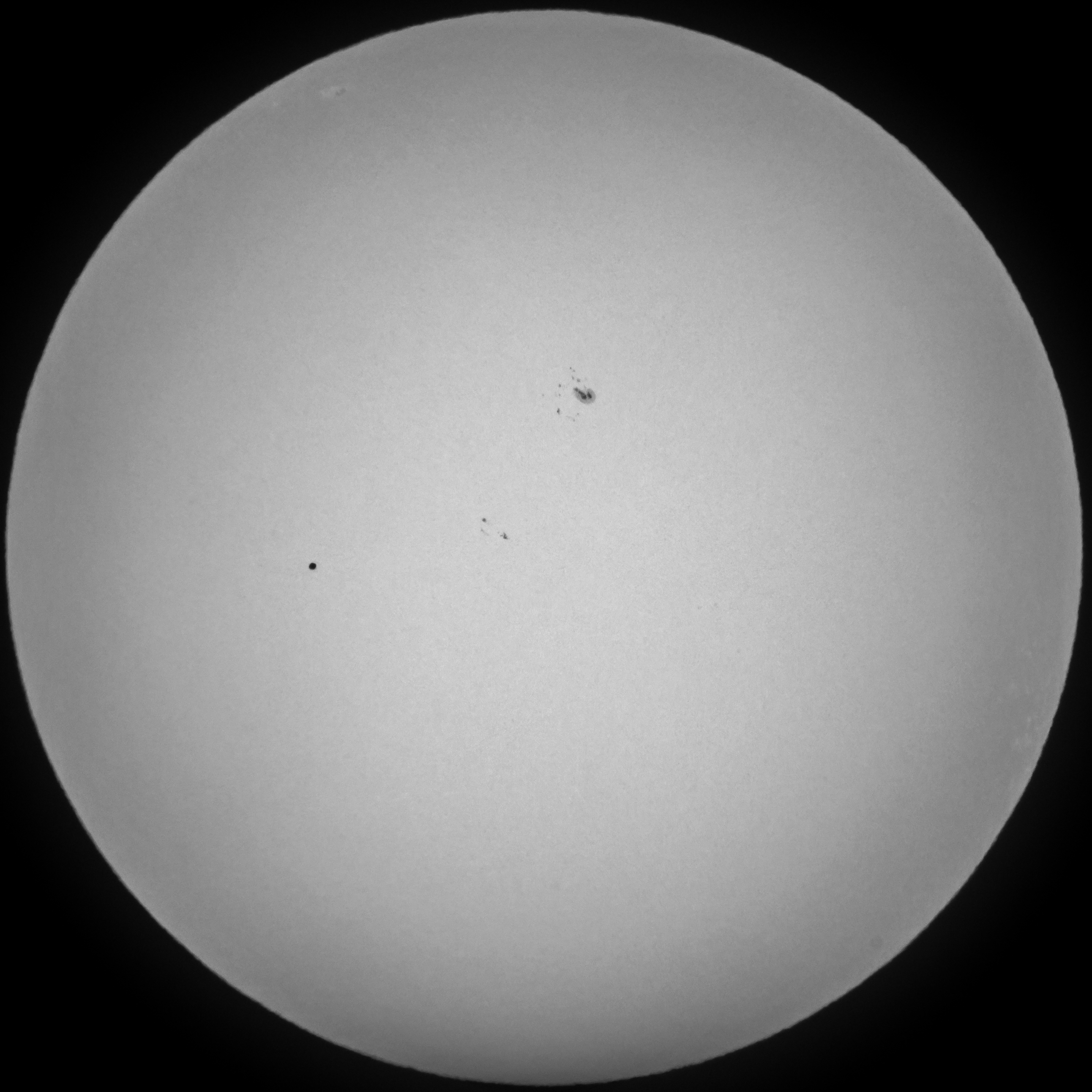
2016년 5월 9일의 수성 일면통과.

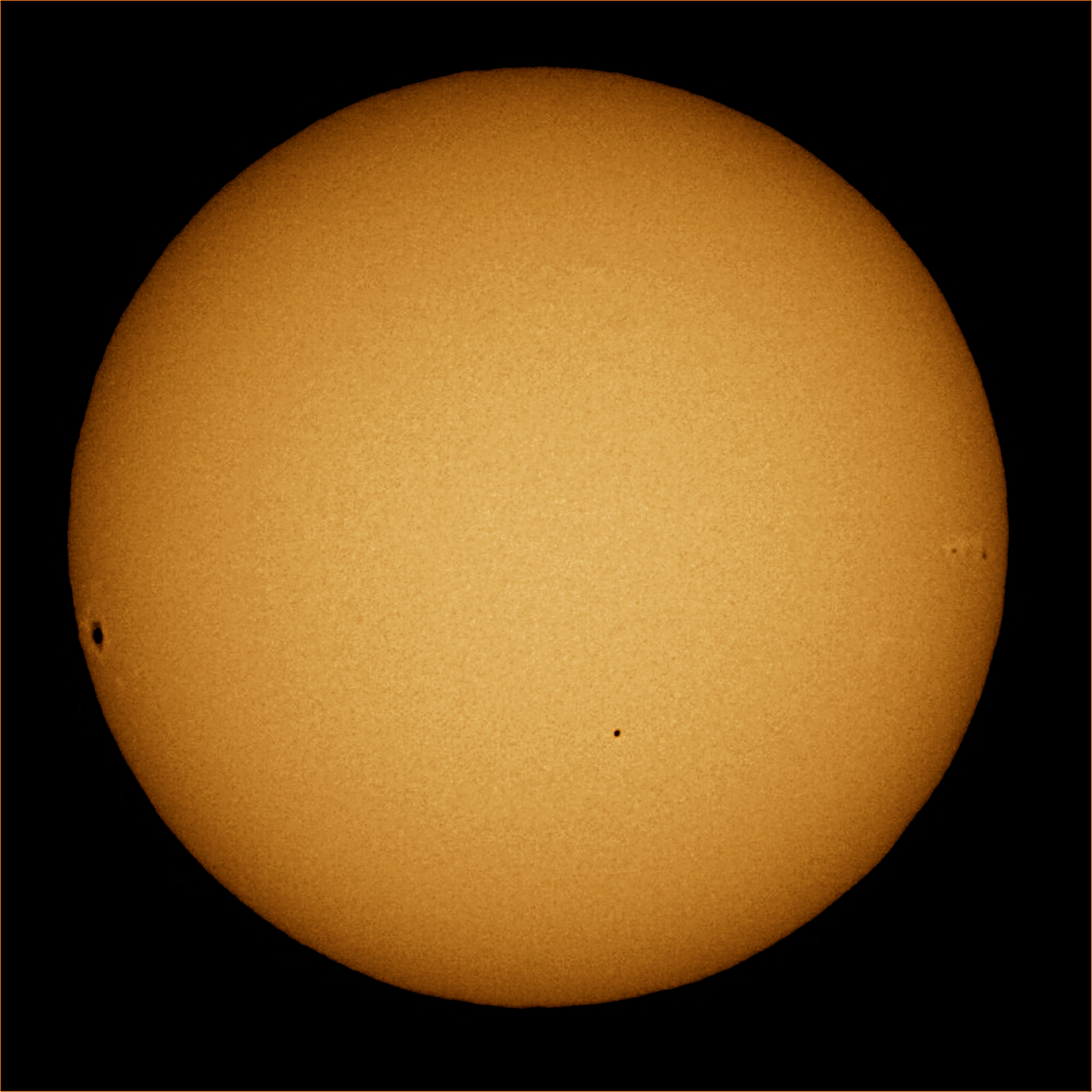
2006년 11월 8일의 수성 일면통과. 흑점 #921,922,923이 함께 보인다.

수성 일면통과는 수성이 지구와 태양 사이에 정확히 위치할 때 발생한다. 일면통과가 일어나면 수성은 태양 원반 위를 지나가는 조그만 점처럼 보인다. 2006년 11월 8일이 가장 최근에 발생한 수성 일면통과이다. 이 광경을 가장 잘 볼 수 있었던 지역은 하와이 제도였다.
수성 일면통과는 보통 1세기에 걸쳐 13~14번 발생하는데, 이는 금성에서 본 수성 일면통과보다 더 자주 발생하는 것이다. 그 이유 중 하나로 지구의 공전 주기에 비해 수성이 더 자주 태양을 돈다는 것을 들 수 있다.
수성 일면통과는 보통 5월 아니면 11월에 일어난다. 11월 일면통과는 7,13,33년 주기로 발생한다. 5월 일면통과는 13,33년 주기로 발생한다. 가장 최근 일어난 일면통과 4회는 1999, 2003, 2006, 2016년이었다. 그리고 2019년 11월 11일에 일어났으나, 대한민국에서는 관측되지 않았다. 돌아오는 가장 가까운 수성 일면통과는 2032년 11월 13일에 일어날 예정이며, 대한민국에서 관측 가능하며 서울 시간(UTC+9) 기준으로 15시 41분 32초에 시작한다.
5월 일면통과 때 수성은 태양과 원일점 위치에 있고 지구에서 본 수성 원반의 시지름은 12초이다[해의 1/158크기]. 반대로 11월 일면통과 때는 태양과 가장 가깝고 지구에서는 멀어지므로 시지름은 10초로 좀 더 작게 보인다[해의 1/194 크기].

## 스쳐 지나가는 경우
가끔 수성은 태양 표면 위로 넉넉히 지나가는 것이 아니라 태양 원반 경계면에 걸쳐서 움직일 때가 있다. 이 경우 지구의 어느 지역에서는 완전한 일면통과 현상을 관찰할 수 있는 반면 어느 지역에서는 2차 및 3차 접촉 현상 없이 부분 일면통과만 보게 되는 경우가 생긴다. 1999년 11월 15일의 경우가 이런 사례였다. 1999년 이전에 기원후 743년 10월 28일 태양 경계를 스치는 통과 현상이 있었다. 다음의 비슷한 사건은 2391년 5월 11일에 일어날 것이다.
심지어 지구 일부 지역에서만 일면통과(부분 일면통과)를 볼 수 있고 다른 곳에서는 아예 볼 수 없는 경우도 있다. 이런 사례는 1937년 5월 11일 일어났다. 같은 사례가 있었던 바로 직전 연도는 1342년 10월 21일이었다. 앞으로 돌아올 같은 사례는 2608년 5월 13일에 발생할 것이다.

## 동시 일면통과
수성과 금성이 동시에 태양 위를 지나가는 광경은 매우 희귀한 확률로 발생한다. 이 사건은 구석기 시대인 기원전 373173년 9월 22일에 마지막으로 발생했으며 돌아오는 서기 69163년 7월 26일 과 224508년 3월 29일에 발생할 것이다.
서기 13425년 9월 13일 이것에 준하는 사건이 일어날 것이다. 이때 수성이 먼저 지나간 뒤 금성이 지나가게 되며, 둘 사이 간격은 불과 16시간이다.
일식과 함께 내행성 일면 통과가 일어나는 경우도 있다. 가장 가깝게는 6757년 7월 5일 동부 시베리아에서 일식과 함께 수성의 일면 통과 현상을 관측할 수 있을 것이다.

## 과거와 현재의 수성 일면통과 목록
가장 먼저 수성 일면통과를 기록한 것은 서기 807년으로 추정되나, 해당 기록에서 밝힌 수성의 크기 때문에 이견이 있다. 공식적인 과학 관측은 1631년 11월 7일 피에르 가생디의 기록이 최초였으며, 요하네스 케플러가 가생디의 관측 한 달 전에 일면통과 현상을 예언했다. 다만 당시 관측 수준이 정교하지 못했기 때문에 영국에서는 일면통과 광경을 볼 수 없었다 (지구의 다른 곳에서는 관측 가능). 이후 1639년 제레미 호록이 일면통과 기록을 남겼다.
| 수성 일면통과    | 수성 일면통과 | 수성 일면통과 | 수성 일면통과 | 수성 일면통과 | 수성 일면통과 |
| 일면통과         | 시간 (UTC)    | 시간 (UTC)    | 시간 (UTC)    | 주석 |               |
| 일면통과         | 시작          | 정점          | 종료          | 주석 |               |
| ---------------- | ------------- | ------------- | ------------- | --- | ------------- |
| 1631년 11월 7일  |               |               |               | 요하네스 케플러가 정확히 예측했음. 피에르 가상디가 관찰에 성공하여 케플러 이론이 확증됨. |               |
| 1651년 11월 3일  |               |               |               | 제레미 셰이컬리가 수라트에서 관측하여 1652년 제레미 오스본에게 서신으로 전달. |               |
| 1661년 5월 3일   |               |               |               | 영국 찰스 2세의 대관식 도중 발생. 크리스티안 하위헌스가 런던에서 관측. |               |
| 1677년 11월 7일  |               |               |               | 세인트헬레나섬에서 에드먼드 헬리가 관측. 리처드 토넬리는 랭커셔에서, 장 샤를 갈레는 아비뇽에서 각각 관측. 존 플램스티드가 요하네스 헬베리우스에게 1678년 5월 23일 서신으로 관측 결과를 보고. |               |
| 1743년 11월 5일  |               |               |               | 조셉 니콜라 드릴이 전 세계적 동시 관측을 주도. |               |
| 1753년 5월 6일   |               |               |               | |               |
| 1769년 11월 9일  |               |               | 23:09         | 수성에 대기가 없음을 알게 됨 |               |
| 1802년 11월 9일  | 06:16         | 08:58         | 11:41         | |               |
| 1815년 11월 12일 | 00:20         | 02:33         | 04:46         | |               |
| 1822년 11월 5일  | 01:04         | 02:25         | 03:45         | |               |
| 1832년 5월 5일   | 09:04         | 12:25         | 15:47         | |               |
| 1835년 11월 7일  | 17:35         | 20:08         | 22:41         | |               |
| 1845년 5월 8일   | 16:24         | 19:37         | 22:49         | |               |
| 1848년 11월 9일  | 11:07         | 13:48         | 16:28         | |               |
| 1861년 11월 12일 | 05:21         | 07:19         | 09:18         | |               |
| 1868년 11월 5일  | 05:28         | 07:14         | 09:00         | |               |
| 1878년 5월 6일   | 15:16         | 19:00         | 22:44         | |               |
| 1881년 11월 7일  | 22:19         | 00:57         | 03:36         | |               |
| 1891년 5월 9일   | 23:57         | 02:22         | 04:47         | |               |
| 1894년 11월 10일 | 15:58         | 18:35         | 21:11         | |               |
| 1907년 11월 14일 | 10:24         | 12:07         | 13:50         | |               |
| 1914년 11월 7일  | 09:57         | 12:03         | 14:09         | |               |
| 1924년 5월 8일   | 21:44         | 01:41         | 05:38         | |               |
| 1927년 11월 10일 | 03:02         | 05:46         | 08:29         | |               |
| 1937년 5월 11일  | 08:53         | 08:59         | 09:06         | 남아프리카, 남부 아라비아 반도, 남부 아시아, 오스트레일리아 대륙 서부에서만 부분 일면통과 형태로 볼 수 있었음                                                                                |               |
| 1940년 11월 11일 | 20:49         | 23:21         | 01:53         | |               |
| 1953년 11월 14일 | 15:37         | 16:54         | 18:11         | |               |
| 1957년 5월 6일   | 23:59         | 01:14         | 02:30         | |               |
| 1960년 11월 7일  | 14:34         | 16:53         | 19:12         | 보관됨 2012-06-05 - 웨이백 머신 |               |
| 1970년 5월 9일   | 04:19         | 08:16         | 12:13         | 보관됨 2012-06-05 - 웨이백 머신 |               |
| 1973년 11월 10일 | 07:47         | 10:32         | 13:17         | 보관됨 2012-06-05 - 웨이백 머신 |               |
| 1986년 11월 13일 | 01:43         | 04:07         | 06:31         | 보관됨 2012-06-05 - 웨이백 머신 |               |
| 1993년 11월 6일  | 03:06         | 03:57         | 04:47         | 보관됨 2012-06-05 - 웨이백 머신 |               |
| 1999년 11월 15일 | 21:15         | 21:41         | 22:07         | 보관됨 2012-06-05 - 웨이백 머신 오스트레일리아, 남극 대륙, 뉴질랜드 남부에서 부분 일면통과를 볼 수 있었음                                                                                    |               |
| 2003년 5월 7일   | 05:13         | 07:52         | 10:32         | 보관됨 2012-06-04 - 웨이백 머신 |               |
| 2006년 11월 8일  | 19:12         | 21:41         | 00:10         | 보관됨 2012-06-04 - 웨이백 머신 |               |
| 2016년 5월 9일   | 11:12         | 14:57         | 18:42         | 남아메리카, 북아메리카 동부, 서유럽에서 전 과정을 볼 수 있음, 오스트레일리아와 동아시아를 제외한 모든 지역에서 일부 과정을 볼 수 있음                                                        |               |
| 2019년 11월 11일 | 12:35         | 15:20         | 18:04         | |               |

| 수성 일면통과    | 수성 일면통과      | 수성 일면통과      | 수성 일면통과      | 수성 일면통과           | 수성 일면통과 |
| 일면 통과        | 시간 (협정 세계시) | 시간 (협정 세계시) | 시간 (협정 세계시) | 비고                    |               |
| 일면 통과        | 시작               | 정점               | 종료               | 비고                    |               |
| ---------------- | ------------------ | ------------------ | ------------------ | ----------------------- | ------------- |
| 2032년 11월 13일 | 06:41              | 08:54              | 11:07              | 대한민국에서 볼 수 있음 |               |
| 2039년 12월 7일  | 07:17              | 08:46              | 10:15              |                         |               |
| 2049년 5월 7일   | 11:03              | 14:24              | 17:44              |                         |               |
| 2052년 11월 9일  | 23:53              | 02:29              | 05:06              |                         |               |
| 2062년 5월 10일  | 18:16              | 21:36              | 00:57              |                         |               |
| 2065년 11월 11일 | 17:24              | 20:06              | 22:48              |                         |               |
| 2078년 11월 14일 | 11:42              | 13:41              | 15:39              |                         |               |
| 2085년 11월 7일  | 11:42              | 13:34              | 15:26              |                         |               |
| 2095년 5월 8일   | 17:20              | 21:05              | 00:50              |                         |               |
| 2098년 11월 10일 | 04:35              | 07:16              | 09:57              |                         |               |
| 2108년 5월 12일  | 01:40              | 04:16              | 06:52              |                         |               |

## 같이 보기
- 화성에서 본 수성 일면통과
- 금성 일면통과
- 벌컨 (행성)